# 加藤英真
加藤 英真（かとう えいしん、1962年5月9日 - ）は神奈川県出身の日本の俳優。身長175cm、体重64kg。趣味：ギター、英会話。

## 人物
映画、舞台を中心に出演している。幅広い役を演じ、脇役としての出演が多い。

## 出演

### 映画
- いつかギラギラする日（1992年）
- 現代任侠伝（1997年）
- 北の零年
- 現代任侠伝
- 安藤組外伝・群狼の系譜地獄

### テレビドラマ
- ウルトラマンマックス
- 検事霞夕子
- こちら本池上署
- 食い道楽!出張料理人 亀崎源一

### オリジナルビデオ
- 首領への道1、2、10
- 日本暴力地帯II

### 舞台
- ビニールの城
- ステイン・アライブ
- ビニールの城